# Windring
Een windring is een ringvormig opblaasbaar rubberen kussen dat wordt gebruikt door mensen met aandoeningen van de anale streek. Het is meestal 45 cm in doorsnee en kan doorgaans met een ballonvormig luchtpompje op de gewenste druk worden gebracht. Door de ringvorm wordt er op de stuit zelf nauwelijks of geen druk uitgeoefend.
De windring wordt voornamelijk gebruikt als kortdurend het stuitgebied niet mag worden belast, bijvoorbeeld bij een gebroken of gekneusd stuitje, na een operatie vanwege aambeien, een peri-anale fistel of kort na een bevalling.
Een voordeel van deze ring is dat hij klein opgeborgen kan worden en nat gereinigd kan worden; een nadeel is dat het materiaal zelf niet luchtdoorlatend is en dus snel 'zweterig' en plakkerig aanvoelt. Bij langdurig gebruik is een schuimkussen met uitsparing prettiger.
Een windring moet niet gebruikt worden bij decubitus, omdat de druk die de windring veroorzaakt op de plaats waar deze in contact komt met de huid, de toch al bedreigde doorbloeding verder vermindert.

## Trivia
- Bij de badmintonsport worden shuttles bij winderig weer soms verzwaard met kleine ringetjes; deze worden ook windringen genoemd.